# Hochschülerinnen- und Hochschülerschaftsgesetz 1998
Das Hochschülerinnen- und Hochschülerschaftsgesetz 1998 (offizielle Abkürzung: HSG 1998) war ein österreichisches Bundesgesetz, in dem die Organisation der Studierendenvertretung an den Universitäten und Pädagogischen Hochschulen sowie an der Universität für Weiterbildung Krems geregelt war. Indirekt galt es auch für die Studierenden an den Fachhochschulen. Erstmals kundgemacht wurde das Gesetz im Bundesgesetzblatt I Nr. 22/1999. Heute steht nur mehr der § 58a des Gesetzes in Geltung; im Übrigen wurde das HSG 1998 durch das Hochschülerinnen- und Hochschülerschaftsgesetz 2014 abgelöst.

## Aufbau
Das Hochschülerinnen- und Hochschülerschaftsgesetz 1998 war in sechs Hauptstücke gegliedert, von denen das zweite, dritte und vierte Hauptstück zusätzlich in Abschnitte unterteilt waren:
1. Allgemeine Bestimmungen
2. Arten der Vertretungseinrichtungen
  1. Österreichische Hochschülerinnen- und Hochschülerschaft
  2. Hochschülerinnen- und Hochschülerschaften an den Universitäten
  3. Vertretung der Studierenden an den Pädagogischen Hochschulen
  4. Vertretungen der Studierenden an den Fachhochschul-Studiengängen (nicht in Kraft)
3. Organisation der Vertretungseinrichtungen
  1. Allgemeine Bestimmungen über Studierendenvertreterinnen und Studierendenvertreter
  2. Vorsitzende und ihre Stellvertreterinnen und Stellvertreter
  3. Organisatorische, wirtschaftliche und finanzielle Angelegenheiten
4. Willensbildung der Mitglieder
  1. Wahlen in die Organe
  2. Direkte Mitbestimmung der Mitglieder
5. Aufsicht und Kontrolle
6. Verfahrens-, Übergangs- und Schlußbestimmungen

## Entwicklung
Das HSG 1998 stellte eine Reaktion auf die Veränderungen im österreichischen Hochschulwesen dar. Der Neuorganisation der damals zwölf wissenschaftlichen Universitäten durch das Universitäts-Organisationsgesetz 1993 (UOG 1993) folgte 1997 ein neues Studienrecht auf der Basis des Universitäts-Studiengesetzes und 1998 mit dem Bundesgesetz über die Organisation der Universitäten der Künste (KUOG) die Umwandlung der Kunsthochschulen in Universitäten der Künste. Viele Bestimmungen des seit 1973 geltenden Hochschülerschaftsgesetzes 1973 waren damit nicht mehr kompatibel mit den neuen Universitätsstrukturen.
Der bestehende Zentralausschuß der Österreichischen Hochschülerschaft (ÖH) wurde in Bundesvertretung und die Hauptausschüsse der Hochschülerschaften an den einzelnen Universitäten in Universitätsvertretungen umbenannt. Instituts- und Studienabschnittsvertretungen wurden aufgelassen (erstere waren ohnehin an keiner Universität gewählt und damit totes Recht). Die unterste Vertretungsebene bildeten nunmehr die Studienrichtungsvertretungen.

### Aufnahme der Pädagogischen Akademien und Privatuniversitäten
Noch 1999 wurde durch eine Gesetzesnovelle die Mitgliedschaft in der ÖH auf die Studierenden an den Pädagogischen Akademien, an der Donau-Universität Krems (heute: Universität für Weiterbildung Krems) und an den Privatuniversitäten ausgedehnt. Die Einbeziehung der Studierenden an den Fachhochschulen war zwar im Novellierungsantrag vorgesehen, die entsprechenden Gesetzesbestimmungen wurden aber nicht in Kraft gesetzt, da sich insbesondere die Fachhochschulbetreiber dagegen wehrten. Anders als die Hochschülerschaften an den Universitäten bekamen die Akademievertretungen keine eigene Rechtspersönlichkeit. Für die Studierenden der Donau-Universität Krems und der Privatuniversitäten wurden keine Vertretungseinrichtungen vor Ort eingerichtet.

### Abschaffung der Direktwahl der Bundesvertretung
2004 wurde durch Nationalratsabgeordnete der damaligen Regierungsparteien ÖVP und FPÖ im Wege eines Initiativantrags eine umstrittene Novellierung des HSG 1998 beschlossen, mit der die Direktwahl der Bundesvertretung und der Fakultätsvertretungen abgeschafft und durch ein Entsendungssystem ersetzt wurde. Bereits die Hochschülerinnen- und Hochschülerschaftswahl 2005 erfolgte nach dem neuen System. Die ÖH-Mitgliedschaft der Studierenden an den Privatuniversitäten wurde wieder abgeschafft. Außerdem wurde mit der Novelle das Wort „Hochschülerschaft“ im gesamten Text des Gesetzes durch die Wortfolge „Hochschülerinnen- und Hochschülerschaft“ ersetzt. Dies hatte den kuriosen Effekt, dass der Langtitel des Gesetzes nun um zwei Buchstaben kürzer ist als der „Kurztitel“.

### Aufnahme der Fachhochschulen
2007 wurde das HSG 1998 an das neue Hochschulgesetz angepasst, hauptsächlich durch die Ersetzung von „Pädagogische Akademie“ durch „Pädagogische Hochschule“, der körperschaftliche Status (keine eigene Rechtspersönlichkeit) änderte sich nicht. Dem im Begutachtungsverfahren geäußerten Wunsch des Rektors der Katholisch-Theologischen Privatuniversität Linz, Studierendenvertretungen an Privatuniversitäten zumindest optional wieder in die ÖH aufzunehmen, wurde vom Nationalrat nicht entsprochen.
Durch eine Änderung des Fachhochschul-Studiengesetzes (FHStG) wurden die Studierenden an den österreichischen Fachhochschulen im selben Jahr doch noch ÖH-Mitglieder. Das HSG 1998 selbst wurde jedoch nicht geändert, die dortigen Bestimmungen zu den Fachhochschulen blieben totes Recht. Auch die Fachhochschul-Studienvertretungen erhielten nicht den Status einer Körperschaft öffentlichen Rechts.